# Homalotylus rubricatus
Homalotylus rubricatus är en stekelart som beskrevs av Sharkov 1995. Homalotylus rubricatus ingår i släktet Homalotylus och familjen sköldlussteklar. Inga underarter finns listade i Catalogue of Life.